# In supremo apostolatus
In supremo apostolatus (citato anche con i titoli di In Supremo e In supremo apostolatus fastigio) è un breve apostolico di papa Gregorio XVI del 3 dicembre 1839.

## Contenuto
Rivolgendosi ai partecipanti al IV Sinodo Provinciale di Baltimora, dopo aver ricordato come i suoi predecessori avessero già condannato in diverse occasioni la schiavitù, Gregorio XVI con questa lettera:
- condanna severamente la tratta degli schiavi, praticata anche da numerosi cristiani;
- afferma che sia gli Indiani sia le persone nere (chiamate nel testo con il termine Negri) sono creature umane, e che presso Dio non c'è discriminazione di persone;
- proibisce a qualsiasi cristiano di esprimersi, in materia, in modo diverso da quanto affermato nel documento.